# Cerithiella terebroides
Cerithiella terebroides is een slakkensoort uit de familie van de Newtoniellidae. De wetenschappelijke naam van de soort is voor het eerst geldig gepubliceerd in 1971 door Kuroda & Habe.